# Heinz Dörmer
Heinz Dörmer (Berlino, 8 gennaio 1912 – 28 settembre 1998) è stato prigioniero nei campi di concentramento tedeschi durante la Seconda guerra mondiale a causa della propria omosessualità, considerata un crimine dal Partito Nazionalsocialista Tedesco dei Lavoratori.
(Heinz Dörmer)

## Biografia
Dörmer fin da piccolo fu coinvolto nei gruppi giovanili parrocchiali e, all'età di quindici anni, iniziò a frequentare i locali gay di Berlino. Nel 1929 fondò un gruppo giovanile che chiamò "Compagnia dei Lupi" e che si occupava di teatro amatoriale e viaggi, nel quale ebbero luogo alcune storie amorose tra giovani omosessuali. Nel 1932 Dörmer entrò a far parte del movimento scout nazionale tedesco. Nel 1933, dopo la presa del potere di Adolf Hitler, le organizzazioni giovanili tedesche vennero forzatamente inglobate all'interno della Hitler-Jugend, la gioventù hitleriana, e Dörmer fu obbligato a farne parte. Nell'aprile 1935 Dörmer venne accusato di attività omosessuali in base al paragrafo 175 e venne imprigionato.
Per un periodo di circa dieci anni Dörmer venne più volte imprigionato e rilasciato da numerosi campi di concentramento (tra i quali Sachsenhausen) e prigioni, ove subì le crudeli repressioni riservate a coloro che indossavano il triangolo rosa, simbolo degli omosessuali. Finita la guerra, Dörmer trascorse altri otto anni in prigione a causa del paragrafo 175, ancora in vigore nella Germania Ovest, e che venne definitivamente abolito solo nel 1994, dopo la riunificazione tedesca. Heinz Dörmer è stato uno dei cinque gay che si prestarono a riportare le proprie memorie nel documentario Paragraph 175 sulle persecuzioni contro gli omosessuali durante il periodo nazista. Il film, prodotto da Jeffrey Friedman e Rob Epstein, si avvale della voce narrante di Rupert Everett.